# Ghada Abdel Aal
Ghada Abdel Aal (arabiska: درية شفيق‎), född 21 december 1978, är en egyptisk författare  och manusförfattare född i El Mahalla el Kubra, Egypten. Hon är mest känd för sin satiriska blogg wanna-b-a-bride och boken I Want To Get Married.   Ghada Abdel Aal vann Bauer Prize 2012 på Incroci di Civiltà, Venedigs internationella litterära festival, och Golden Pyramid på Cairo Arabic Media Festival.

## Karriär
Ghada Abdel Aal fick apoteksutbildning och började sedan arbeta på ett sjukhusapotek i sin hemstad El Mahalla. 
År 2006, när hon hade fått en mängd olika äktenskapsförslag, började hon skriva en blogg, wanna-b-a-bride, där hon skrev satiriskt om hur det är att vara kvinna i Egypten, där samhället bara förväntar sig att kvinnor ska gifta sig och få barn. När bloggen blev populär kontaktades hon av ett förlag, Dar El Shorouk, för att hon skulle göra om sina skrifter till en bok. Boken blev I Want To Get Married (egyptisk arabiska: عايزة أتجوز), som beskriver en arabisk vardag, publicerades 2008 och blev en bästsäljare i arabvärlden. Boken översattes till engelska av Nora Eltahawy 2010. Det finns också tyska, italienska och nederländska översättningar.
Hon skriver också en humorspalt för tidningen Al-Shorouk.